# Komořany (district de Vyškov)
Pour les articles homonymes, voir Komořany.
Komořany (en allemand : Gundrum) est une commune du district de Vyškov, dans la région de Moravie-du-Sud, en République tchèque. Sa population s'élevait à 722 habitants en 2020.

## Géographie
Komořany se trouve à 3 km au nord-est de Rousínov, à 10 km au sud-ouest de Vyškov, à 22 km à l'est de Brno et à 203 km au sud-est de Prague.
La commune est limitée par Tučapy au nord, par Podbřežice et Dražovice à l'est, et par Rousínov et Habrovany à l'ouest.

## Histoire
La première mention écrite de la localité date de 1340. En 2008, une réplique à échelle réduite de la statue de la Liberté a été érigée au centre d'un nouveau rond-point, avec le logo de Novomatic, une entreprise autrichienne spécialisée dans les jeux et les casinos.
|  |

## Transports
Le territoire de la commune est traversé par l'autoroute D1, dont l'échangeur le plus proche se trouve à Rousínov.